# 贯众叶溪边蕨
贯众叶溪边蕨（学名：Stegnogramma cyrtomioides）为金星蕨科溪边蕨属下的一个种。

## 扩展阅读
- 維基物種上的相關：贯众叶溪边蕨